# ヨハン・クリスター・シュッツ
ヨハン・クリスター・シュッツ'は、スウェーデンのシンガーソングライター、ミュージシャン、作曲家、音楽プロデューサー。
美しくて温かいメロディを作り出すメロディメーカーとしてだけでなく、時々自分ですべての楽器を演奏しボーカルをとるなど、マルチプレイヤーとしても知られている。J-WAVE、TOKYO FM、FM802、テレビ東京でスタジオライブでパフォーマンスした。
2004年、ファーストアルバム"Passion"は大型CDショップでもインディーズとしては異例のセールスを記録。各FMや有線などで多数プレイされる。
2007年、初来日。1st、2ndアルバムのジャパン・エディション・リリースツアー。六本木ヒルズ森タワーのマドラウンジにて日本での初ライブ。2008年、3rdアルバム"C'est La Vie"リリース、2ndジャパンツアー。
2009年、土岐麻子のアルバム"TOUCH"（2009年）に "Let the sunlight in" を提供。
2010年 - 、沖井礼二（元シンバルズ／現FROG）や 次松大助（元マイスティース）との共演など日本人アーティストとの親交も深い。
2011年3月11日、東北地方太平洋沖地震で東京にいる。3月28日、Peacebirdとして新曲"Hold On Now"をチャリティーリリース。2011年2月のシングル"Peace! (Give The People The Power Back)"がJ-WAVEのミュージックチャート TOKIO HOT 100で最高位28位を記録。
2011年、4thアルバム、ソロ・プロジェクトの"Peacebird"が2011年10月にリリース。収録曲 "Slow Down" がFM802のヘヴィーローテーションプレイ曲に選ばれるなどラジオヒットとなる。日本のユニットMamericoのファーストアルバム"minuscule"（2011年）をプロデュースする。
2012年12月5日にはオリジナルクリスマスソング"Christmas Time (We Can Change the World)"を発表した。
2013年5thアルバム、"Beautiful Place"をリリース。

## ディスコグラフィー

### アルバム
- パッション - Passion（2004年、プロダクション・デシネ）
- ブリサ・ノヴァ - Blissa Nova（2007年、プロダクション・デシネ）
- セラヴィ - C'est La Vie（2008年、プロダクション・デシネ）
- ピースバード - Peacebird（2011年、モテル・ブルー）
- ビューティフル・プレイス - Beautiful Place（2013年、IDEE Records）
- ティヴォリサーが - Tivolisaga (オリジナル・スウェーデン・キャスト)（2018年、One Perfect Line Music）
- ブルライダーボイ - Bull Rider Boy (フィルム・サウンドトラック)（2019年、One Perfect Line Music）